# Michael Santos
Michael Nicolás Santos Rosadilla (Montevideo, 13 maart 1993) is een Uruguayaans voetballer die bij voorkeur als aanvaller speelt. Hij tekende in juli 2016 een contract tot medio 2020 bij Málaga CF, dat hem overnam van River Plate. Santos debuteerde in 2015 in het Uruguayaans voetbalelftal.

## Clubcarrière
Santos stroomde in 2011 door vanuit de jeugd van River Plate Montevideo. Hiervoor debuteerde hij 13 februari 2011 in de Uruguayaanse Primera División, tegen Rampla Juniors. Hij maakte op 28 februari 2012 zijn eerste competitietreffer, tegen CA Fénix. Santos debuteerde op 1 augustus 2014 in de Copa Sudamericana, tegen Club Blooming. Zijn eerste hattrick volgde op 18 mei 2014, in een competitieduel tegen Defensor Sporting. Santos speelde uiteindelijk zes jaar voor River Plate, waarin hij 41 keer scoorde in 91 competitiewedstrijden. Zijn meest productieve seizoen was dat van 2014/15, waarin hij 21 doelpunten maakte.
Santos tekende in juli 2016 een contract tot medio 2020 bij Málaga CF, de nummer acht van de Spaanse Primera División in het voorgaande seizoen.

## Interlandcarrière
Bondscoach Oscar Tabárez riep Santos in augustus 2015 voor het eerst op voor het Uruguayaans voetbalelftal. Hij maakte op 8 september 2015 zijn interlanddebuut, in een oefeninterland tegen Costa Rica. Santos viel die dag na 62 minuten in voor Jonathan Rodríguez.